# Grijze mees
De grijze mees (Baeolophus inornatus) is een zangvogel uit de familie Paridae (echte mezen).

## Verspreiding en leefgebied
Deze soort komt voor van Oregon tot Baja California en telt vier ondersoorten:
- B. i. inornatus: van zuidwestelijk Oregon tot centraal Californië.
- B. i. affabilis: zuidwestelijk Californië en noordelijk Baja California (noordwestelijk Mexico).
- B. i. mohavensis: zuidoostelijk Californië.
- B. i. cineraceus: zuidelijk Baja California (noordwestelijk Mexico).